# Kyriakos Iōannou
Kyriakos Iōannou (in greco Κυριάκος Ιωάννου?; Limisso, 26 luglio 1984) è un altista cipriota, vincitore di una medaglia d'argento e di una medaglia di bronzo ai Campionati del mondo di atletica leggera.
È stato il primo atleta cipriota a vincere una medaglia ai mondiali di atletica leggera.

## Biografia
Iōannou vinse la prima medaglia internazionale in carriera ai mondiali di Ōsaka del 2007, quando ottenne il terzo posto saltando 2,35, tuttora la sua migliore prestazione e il record nazionale cipriota. L'anno successivo ottenne una medaglia di bronzo ai mondiali indoor di Valencia, fermandosi a 2,30. Dopo un'Olimpiade deludente, nella quale fu solo settimo in qualificazione, senza raggiungere la finale, nel 2009 ottenne due medaglie d'argento agli europei indoor di Torino e ai mondiali di Berlino.
La sua migliore prestazione in assoluto è stata ottenuta all'aperto, nella finale mondiale di Ōsaka. La migliore prestazione indoor, invece, è di 2,32, ottenuta a Novi Sad il 7 febbraio 2008.

## Palmarès
| Anno | Manifestazione          | Sede           | Evento        | Risultato      | Prestazione | Note                                     |
| ---- | ----------------------- | -------------- | ------------- | -------------- | ----------- | ---------------------------------------- |
| 2005 | Giochi del Mediterraneo | Almería        | Salto in alto | Oro            | 2,24 m      |                                          |
| 2006 | Giochi del Commonwealth | Melbourne      | Salto in alto | Bronzo         | 2,23 m      |                                          |
| 2007 | Mondiali                | Osaka          | Salto in alto | Bronzo         | 2,35 m      | Record nazionale                         |
| 2007 | Universiadi             | Bangkok        | Salto in alto | Argento        | 2,26 m      |                                          |
| 2008 | Mondiali indoor         | Valencia       | Salto in alto | Bronzo         | 2,30 m      |                                          |
| 2008 | Giochi olimpici         | Pechino        | Salto in alto | Qualificazione | 2,25 m      |                                          |
| 2009 | Europei indoor          | Torino         | Salto in alto | Argento        | 2,29 m      |                                          |
| 2009 | Giochi del Mediterraneo | Pescara        | Salto in alto | Oro            | 2,30 m      | Record dei Giochi                        |
| 2009 | Mondiali                | Berlino        | Salto in alto | Argento        | 2,32 m      |                                          |
| 2010 | Mondiali indoor         | Doha           | Salto in alto | 4º             | 2,28 m      |                                          |
| 2012 | Europei                 | Helsinki       | Salto in alto | Qualificazione | 2,15 m      |                                          |
| 2012 | Giochi olimpici         | Londra         | Salto in alto | 13º            | 2,20 m      |                                          |
| 2014 | Giochi del Commonwealth | Glasgow        | Salto in alto | Argento        | 2,28 m      | Miglior prestazione personale stagionale |
| 2015 | Europei indoor          | Praga          | Salto in alto | Finale         | nm          |                                          |
| 2016 | Europei                 | Amsterdam      | Salto in alto | Finale         | nm          |                                          |
| 2016 | Giochi olimpici         | Rio de Janeiro | Salto in alto | 7º             | 2,29 m      |                                          |